# Buick

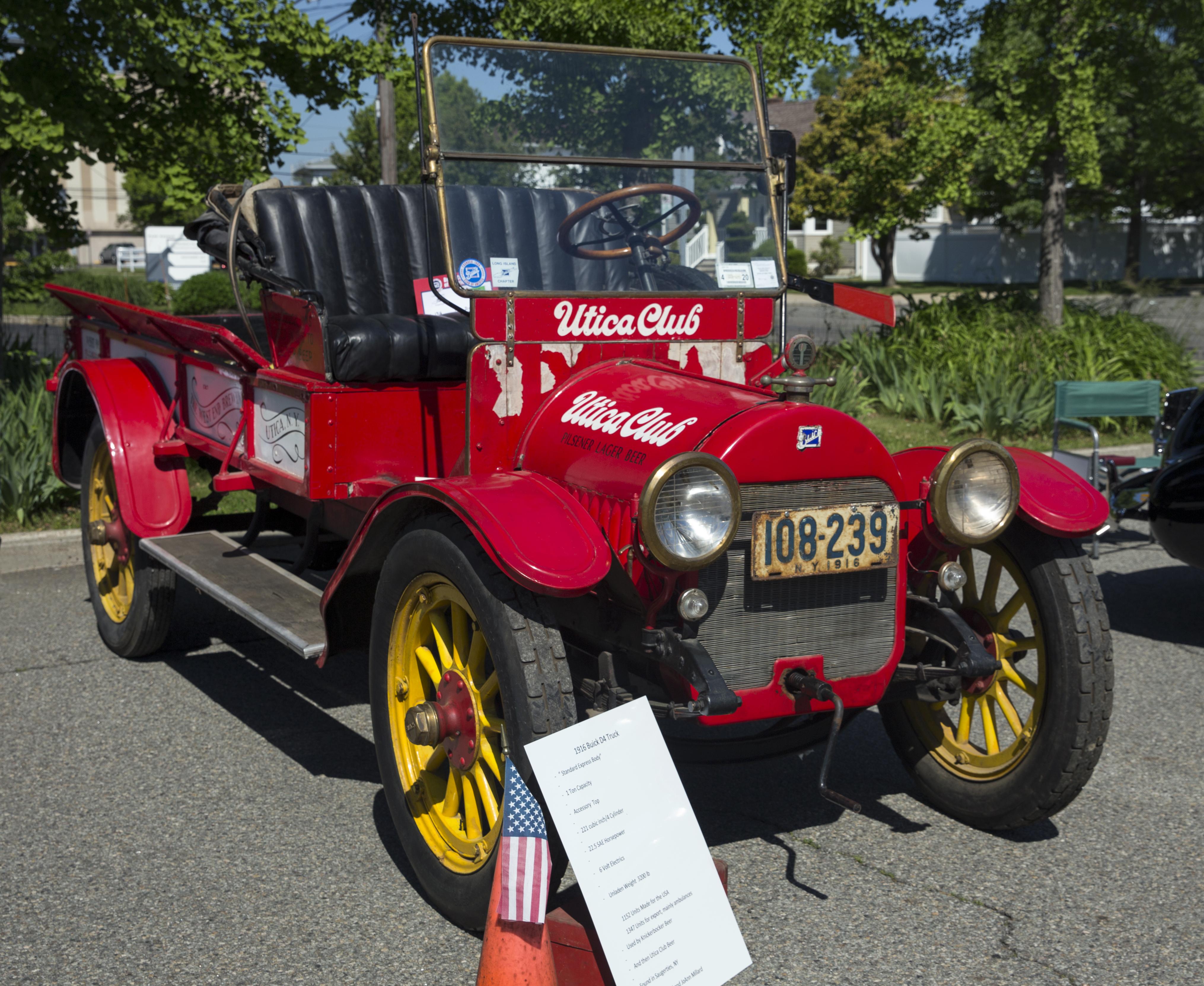
Buick D4, 1916

Buick – amerykański producent samochodów osobowych, SUV-ów i samochodów sportowych z siedzibą w Warren działający od 1903 roku. Należy do amerykańskiego koncernu General Motors.

## Historia
Historia znaku towarowego Buick sięga jeszcze XIX wieku, kiedy to David Dunbar Buick w ramach firmy Buick & Sherwood z powodzeniem zdobył popularność wśród amerykańskich konsumentów za pomocą urządzeń sanitarnych – głównie wanien. Na przełomie lat 90. XIX wieku i początku XX wieku, David Dunbar Buick zainwestował swoje prywatne środki w rozwój samochodów z silnikiem spalinowym. Skutkiem tego było powstanie marki samochodowej Buick w maju 1903 roku.
Już 5 lat po powstaniu markę Buick kupił koncern General Motors, który pozostał właścicielem producenta do dzisiaj. W drugiej połowie XX wieku Buick wyspecjalizował się w produkcji dużych, luksusowych sedanów, coupe i kabrioletów.
Kluczowym rynkiem w tym okresie dla Buicka były rodzime Stany Zjednoczone, gdzie marka była jedną z pięciu głównych marek koncernu General Motors uczestniczącej w intensywnej wymianie technologicznej pomiędzy pozostałymi filiami. W gamie GM Buick został wypozycjonowany jako marka o luksusowym charakterze, pozycjonowana jedynie niżej od topowego Cadillaca.
Do końca lat 90. XX wieku głównym rynkiem zbytu dla Buicka pozostawały Stany Zjednoczone, a także sąsiednia Kanada i Meksyk. Rola rodzimego regionu uległa diametralnej zmianie w pierwszej i drugiej dekadzie XXI wieku, drastycznie okrajając swoje portfolio i zyskując marginalną popularność w stosunku do Chin - kluczowego rynku zbytu.

## Buick w Ameryce Północnej

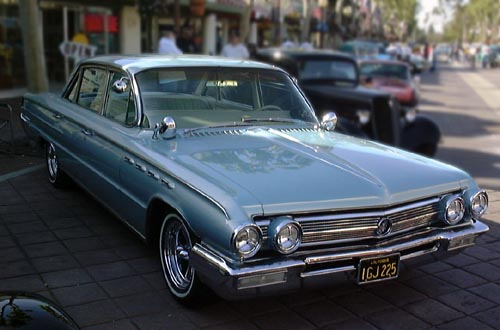
Buick Electra

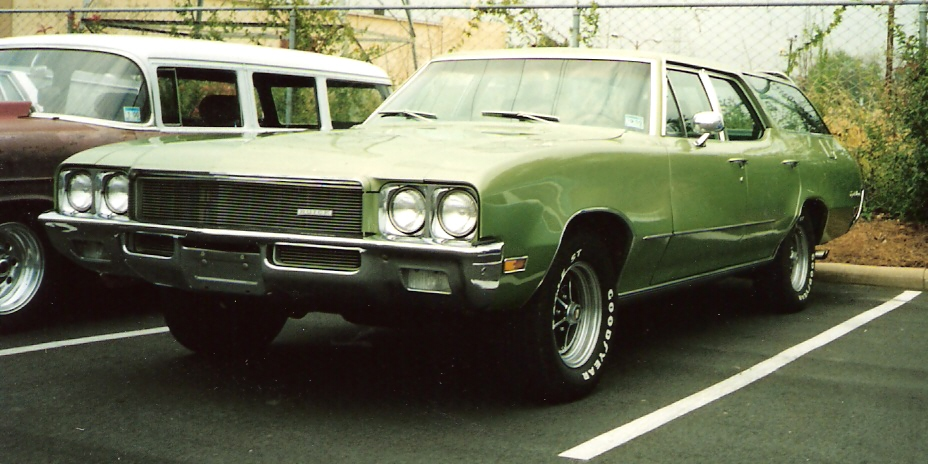
Buick Sport Wagon

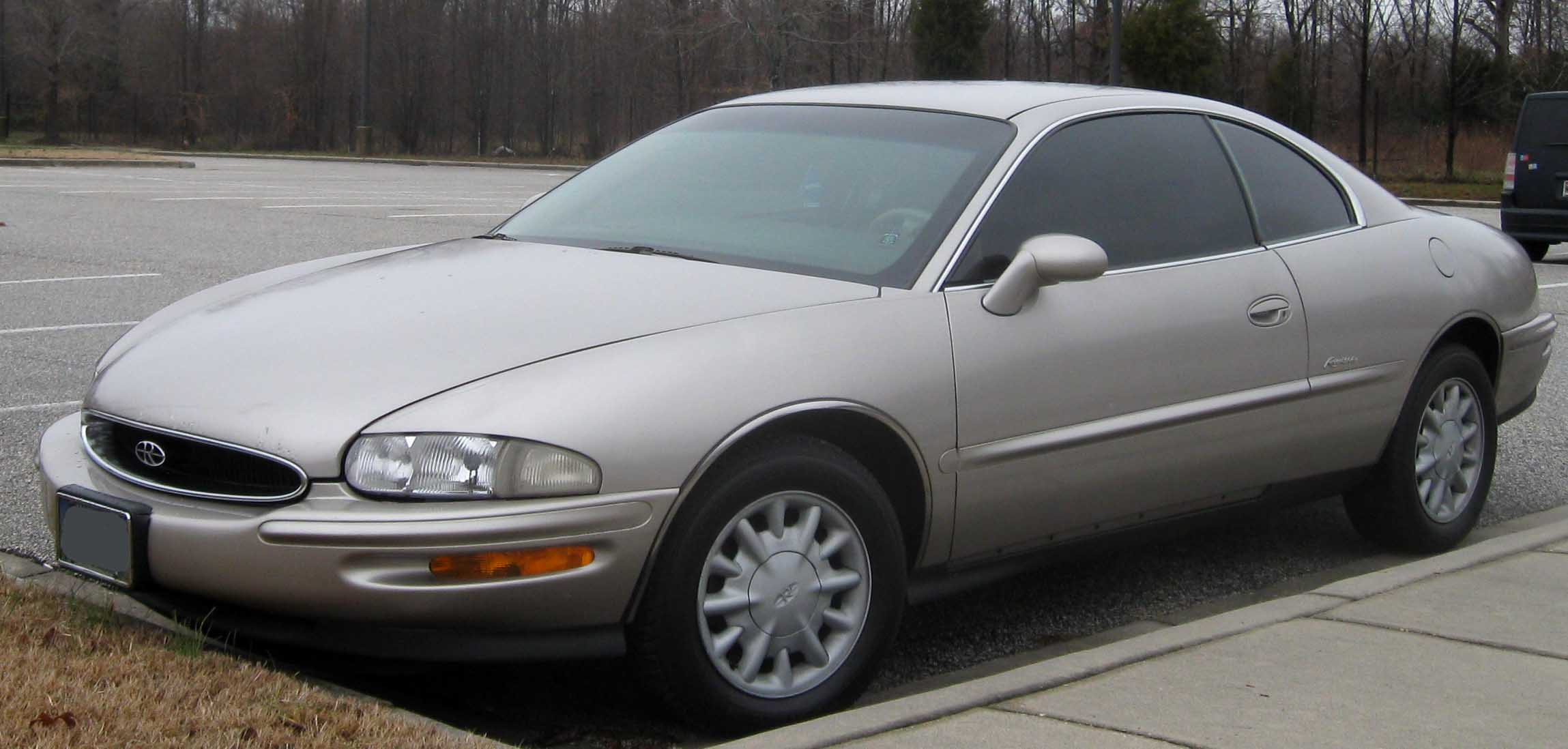
Buick Riviera

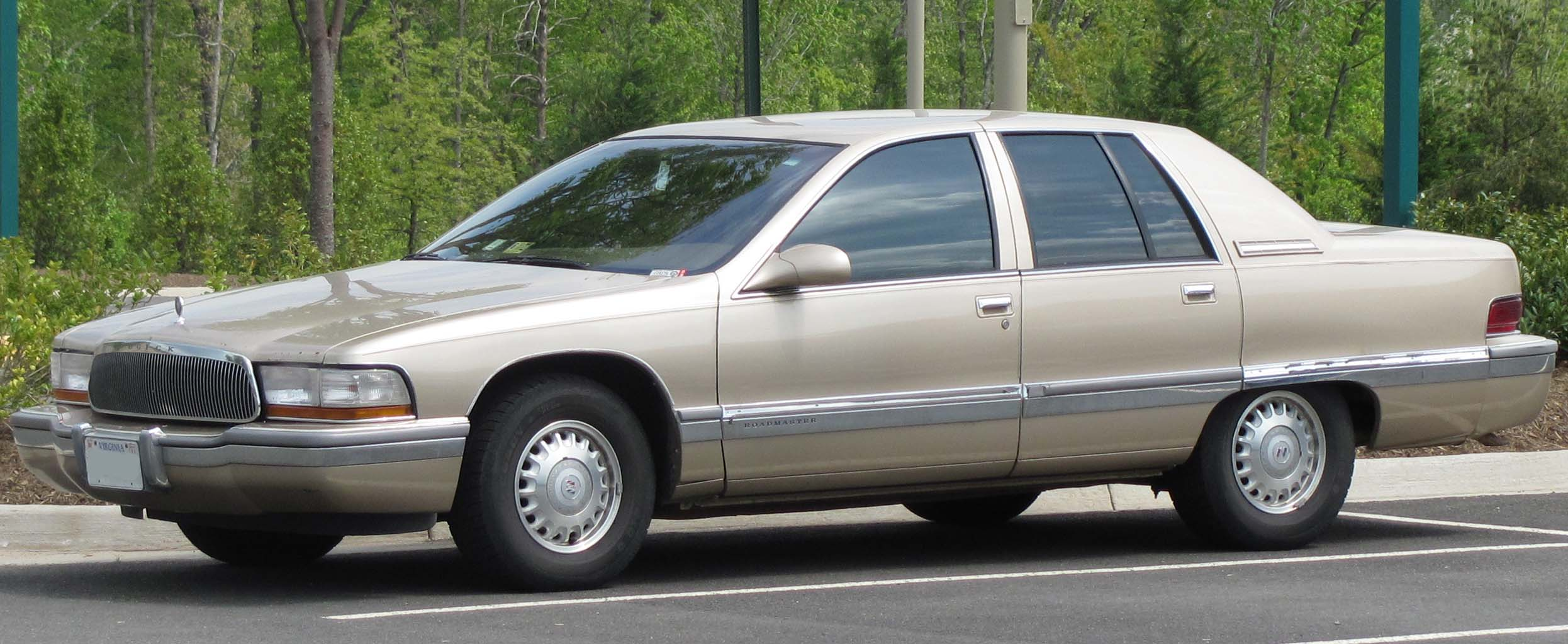
Buick Roadmaster

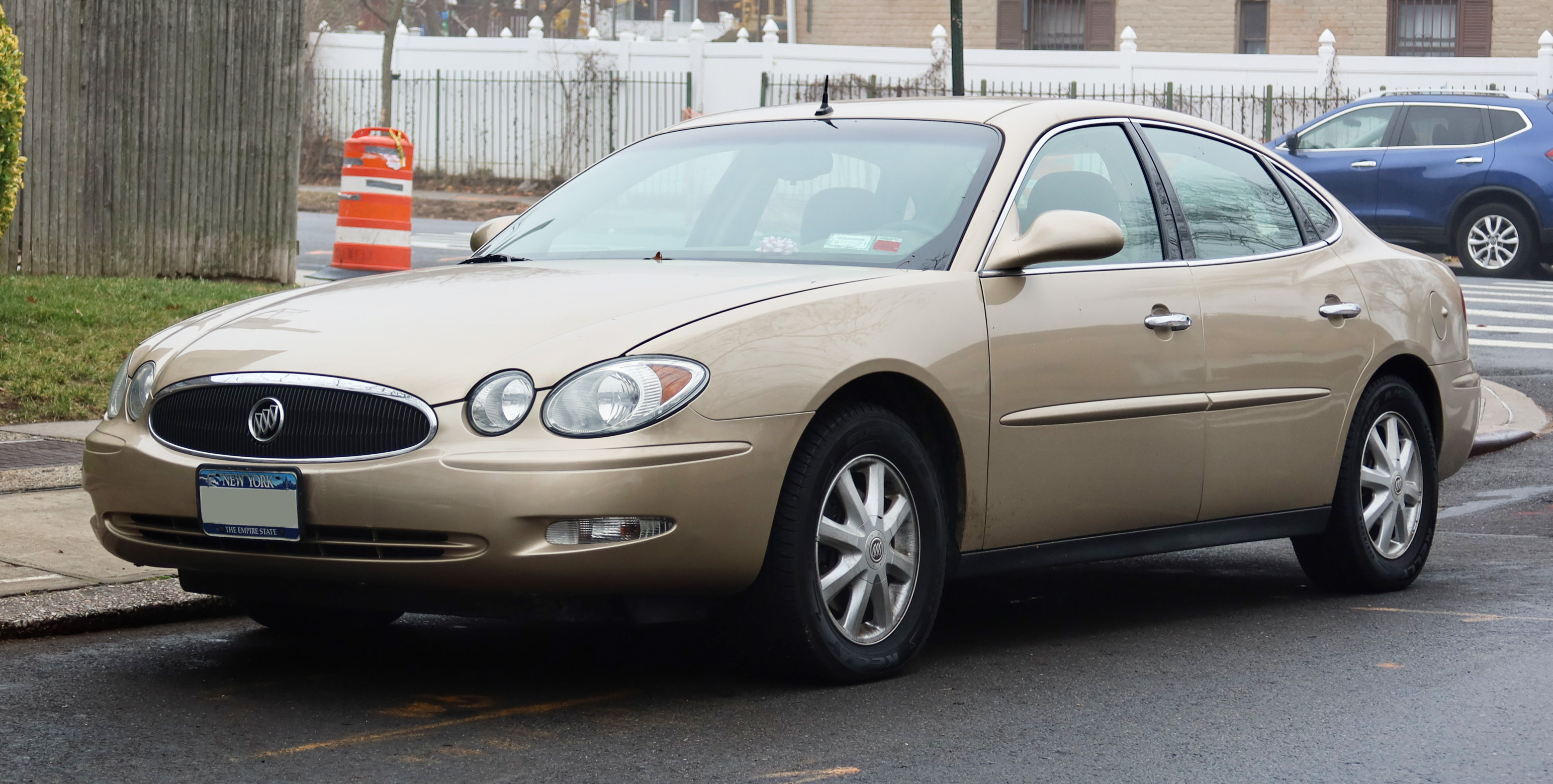
Buick LaCrosse

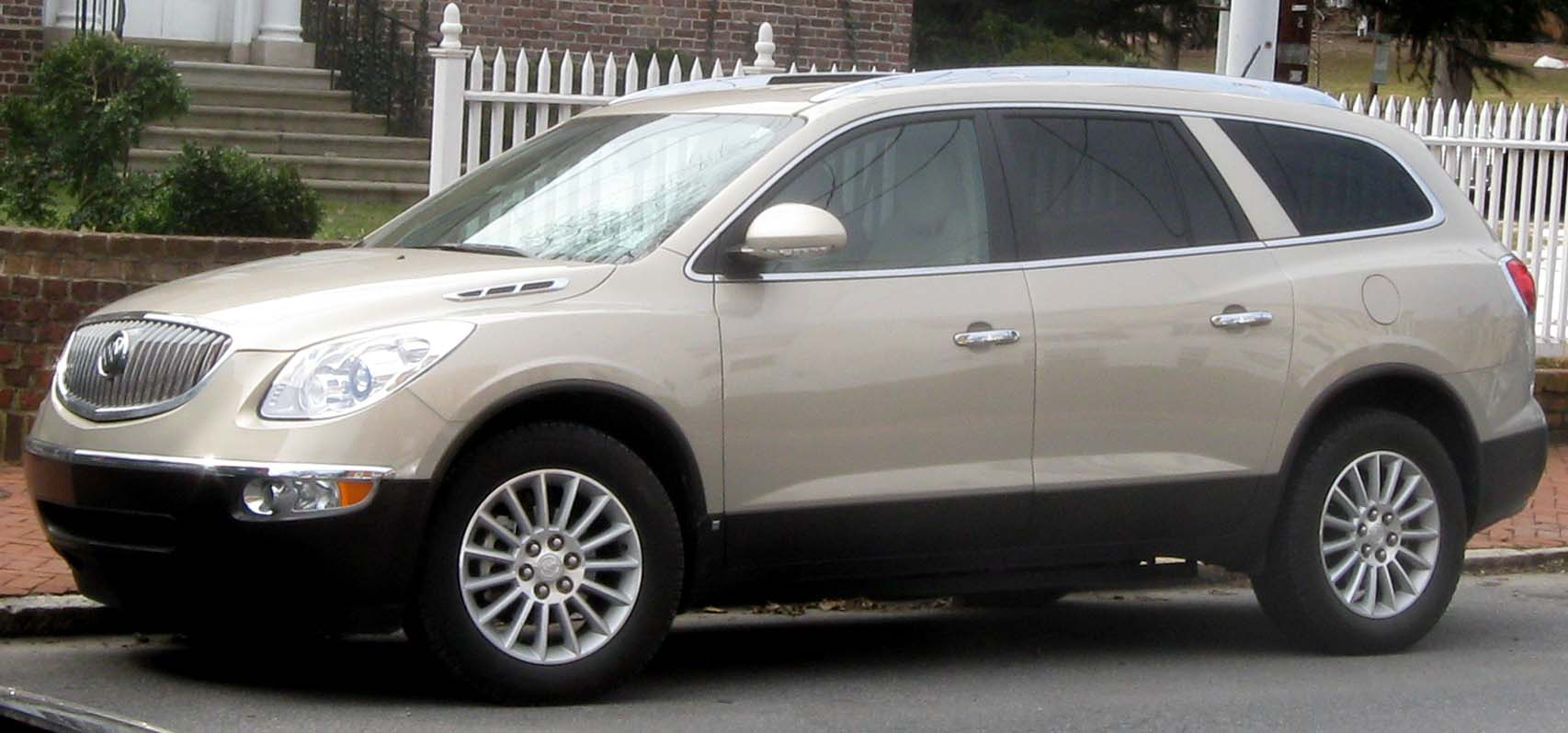
Buick Enclave

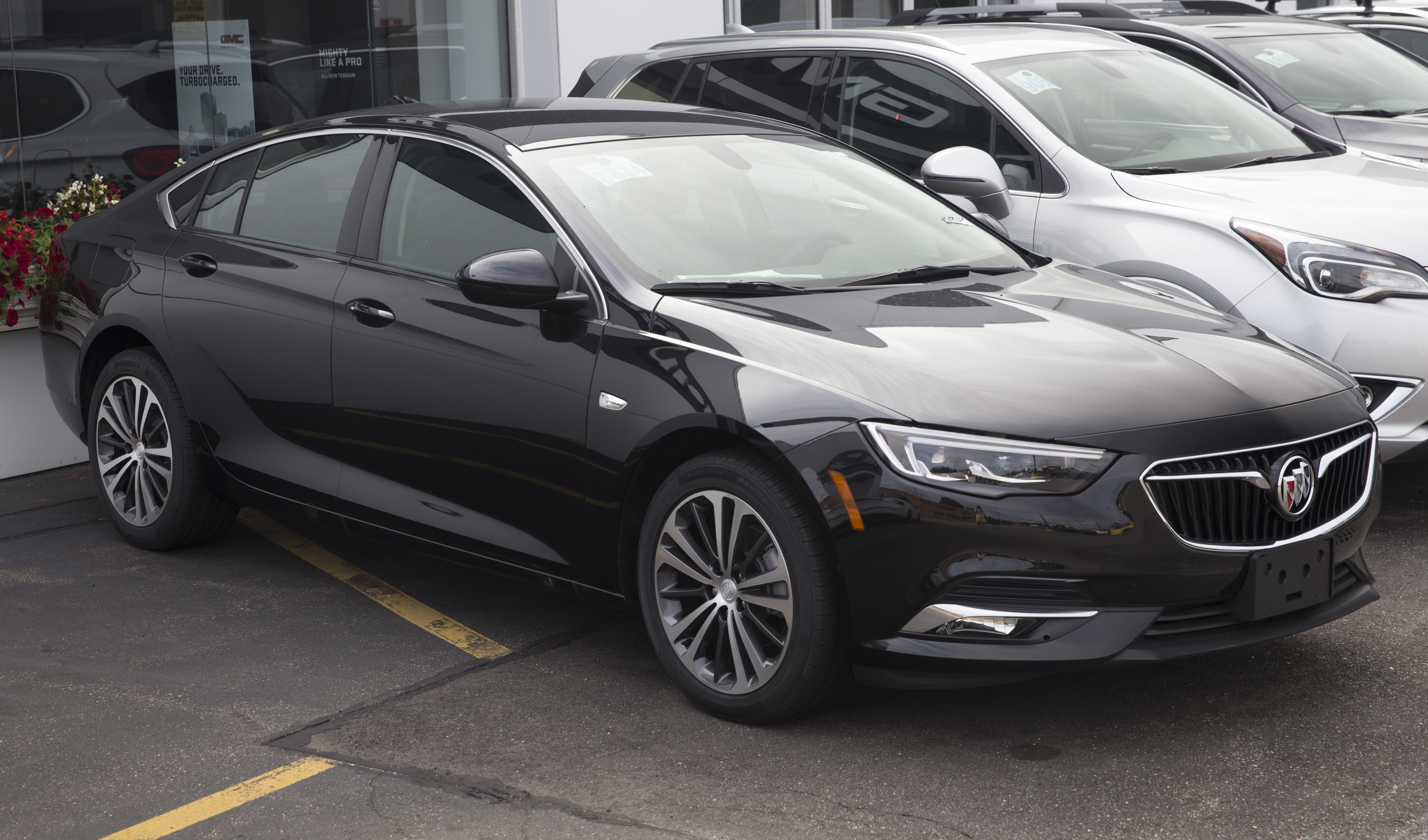
Buick Regal Sportback

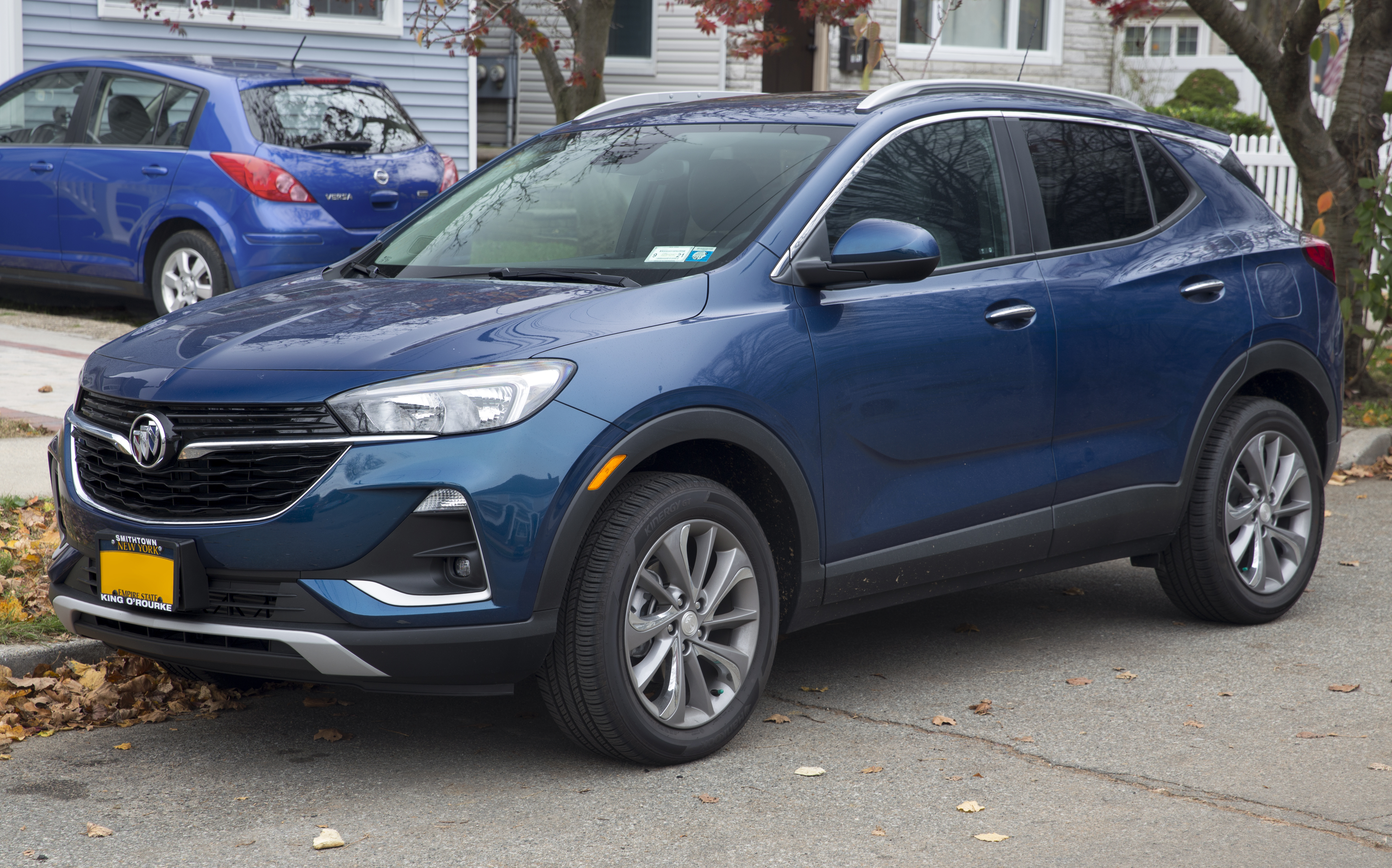
Buick Encore GX

Wraz z intensywnym rozwojem popularności marki Buick w Chinach na przełomie XX i XXI wieku, firma zaczęła tracić jednocześnie na popularności w rodzimych Stanach Zjednoczonych. W czasie gdy w 2002 roku roczna sprzedaż wynosiła 432 tysiące sztuk, w 2009 roku, kiedy to w międzyczasie oferta została okrojona z wielu modeli, spadła ona do poziomu niemal czterokrotnie niższego - do 105 tysięcy sztuk. Odświeżenie gamy modelowej w ramach restrukturyzacji po kryzysie finansowym pozwoliła poprawić wyniki sprzedażowe, jednak wzrost sprzedaży trwał jedynie do 2016 roku, kiedy to osiągnął 230 tysięcy rocznie sprzedanych sztuk.
Dalej, popularność Buicka ponownie zaczęła spadać, a wraz z nią - w amerykańskiej ofercie marki ponownie zaczęły znikać modele. W międzyczasie, w Chinach marka sprzedawała już czterokrotnie więcej samochodów rocznie, z roku na rok umacniając swoją pozycję. Marginalizacja marki Buick w rodzimych Stanach Zjednoczonych i spadek jej znaczenia na przestrzeni lat stały się fenomenem, które szeroko opisano wielokrotnie w różnych amerykańskich mediach.
Trwające od 2016 roku redukcje w ofercie modelowej marki w Ameryce Północnej obejmowały głównie samochody osobowe. Po wycofaniu modelu Verano, w kolejnych latach z oferty zniknęły także takie modele, jak Buick LaCrosse czy Cascada. Przełomowym momentem okazało się jednak ogłoszenie w grudniu 2019 planów wycofania ze sprzedaży modelu Regal, który był ostatnim klasycznym samochodem osobowym w ofercie. Od 2020 roku po raz pierwszy w historii Buick stanie się w Ameryce Północnej producentem oferującym jedynie SUV-y i crossovery.

### Obecnie produkowane

#### SUV-y i crossovery
- Encore GX
- Envision
- Envista
- Enclave

### Historyczne
- Model B (1904–1911)
- Master Six (1925–1928)
- Century (1936–1942)
- Limited (1936–1942)
- Roadmaster (1936–1958)
- Super (1940–1958)
- Century (1954–1958)
- Limited (1957–1958)
- Invicta (1959–1963)
- Special (1936–1969)
- Wildcat (1963–1970)
- Gran Sport (1965–1971)
- Sport Wagon (1964–1972)
- Centurion (1971–1973)
- Apollo (1973–1975)
- Opel (1976–1979)
- Regal Grand National (1982–1987)
- Somerset (1985–1987)
- Skyhawk (1975–1988)
- Electra (1959–1990)
- Reatta (1988–1991)
- Estate (1970–1996)
- Roadmaster (1990–1996)
- Skylark (1964–1998)
- Riviera (1963–1999)
- Century (1973–2004)
- Regal (1973–2004)
- LeSabre (1958–2005)
- Park Avenue (1990–2005)
- Rendezvous (2001–2007)
- Rainier (2003–2007)
- Terraza (2003–2007)
- Lucerne (2005–2011)
- Verano (2011–2016)
- Regal (2008–2017)
- LaCrosse (2004–2019)
- Cascada (2016–2019)
- Regal Sportback (2017–2020)
- Regal TourX (2017–2020)
- Encore (2012–2022)

## Buick w Chinach

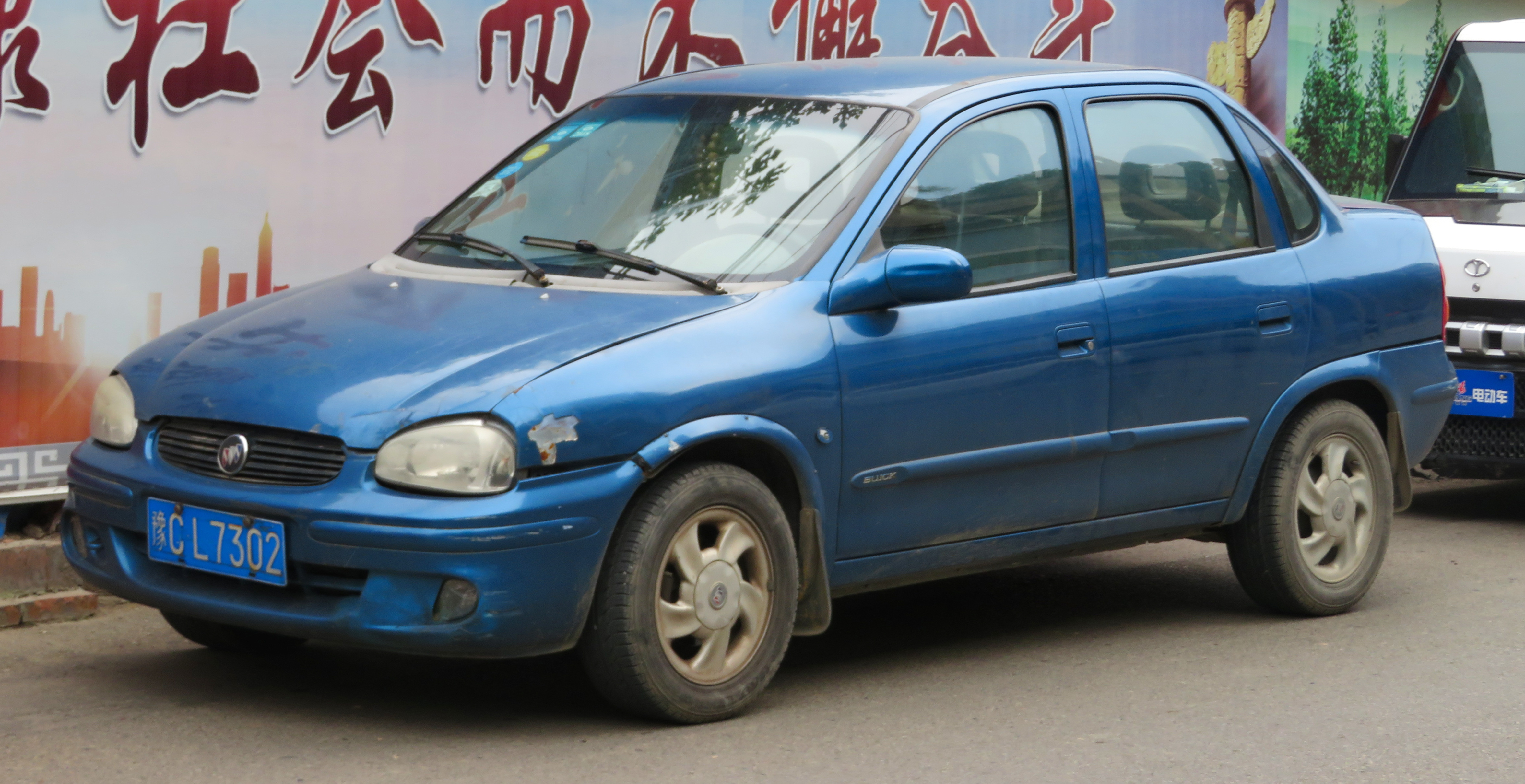
Buick Sail

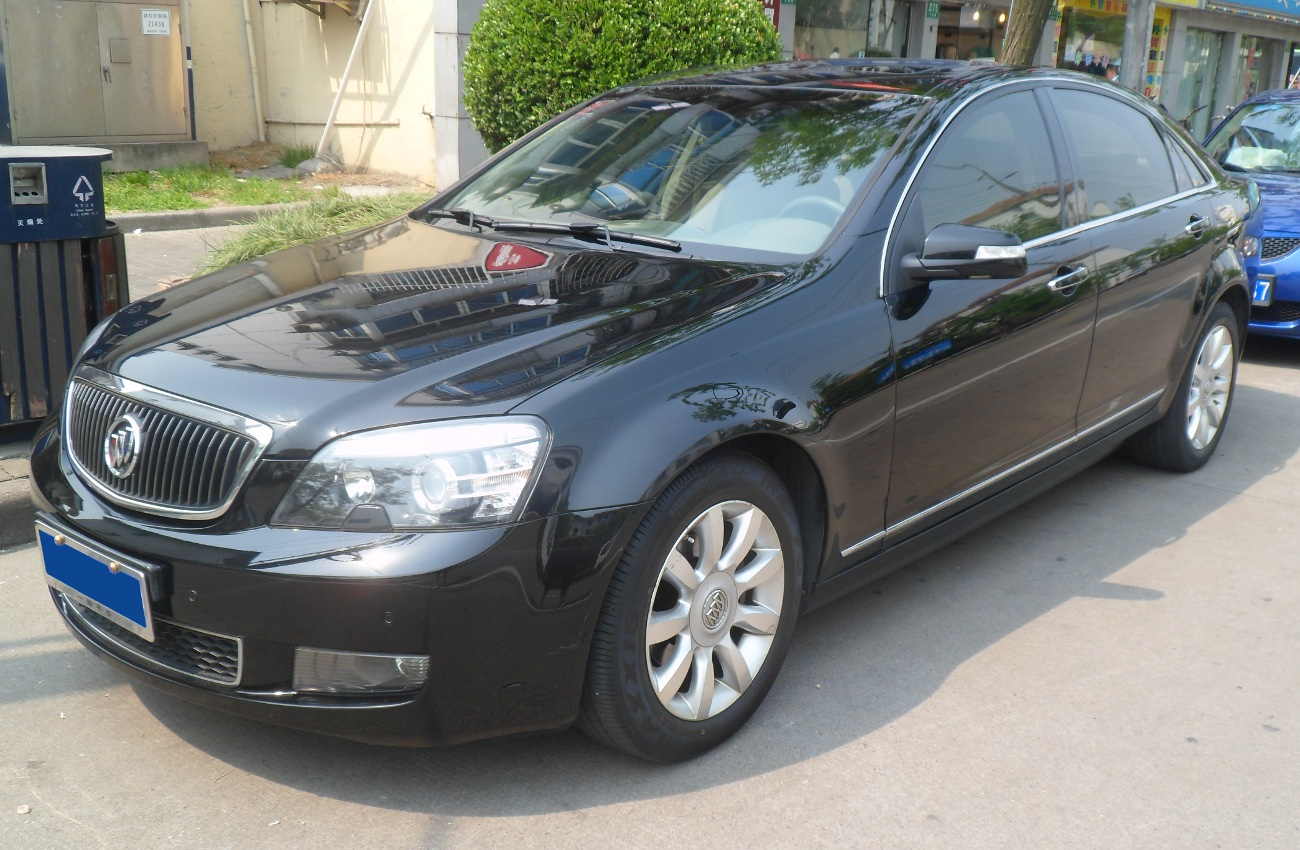
Buick Park Avenue

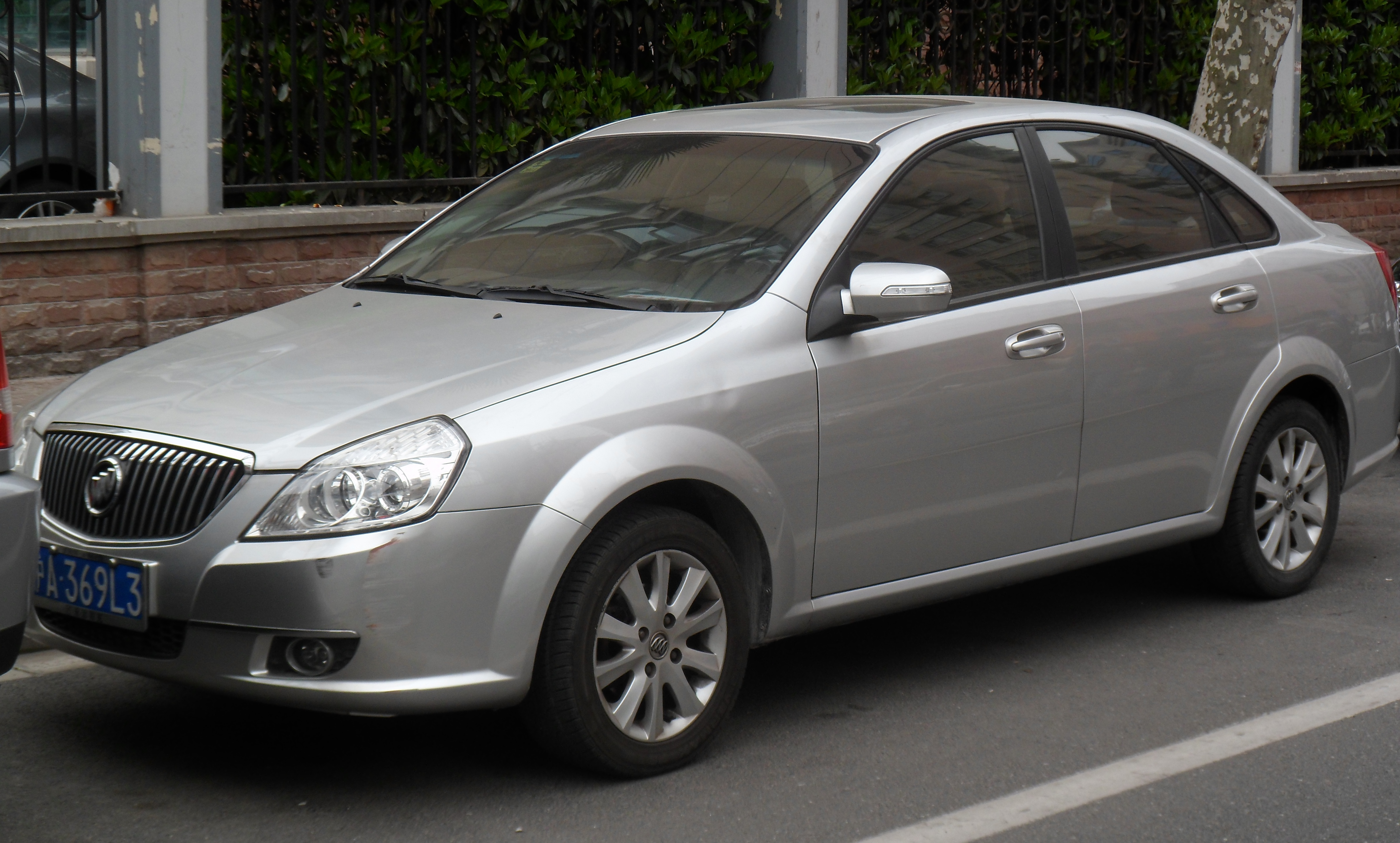
Buick Excelle

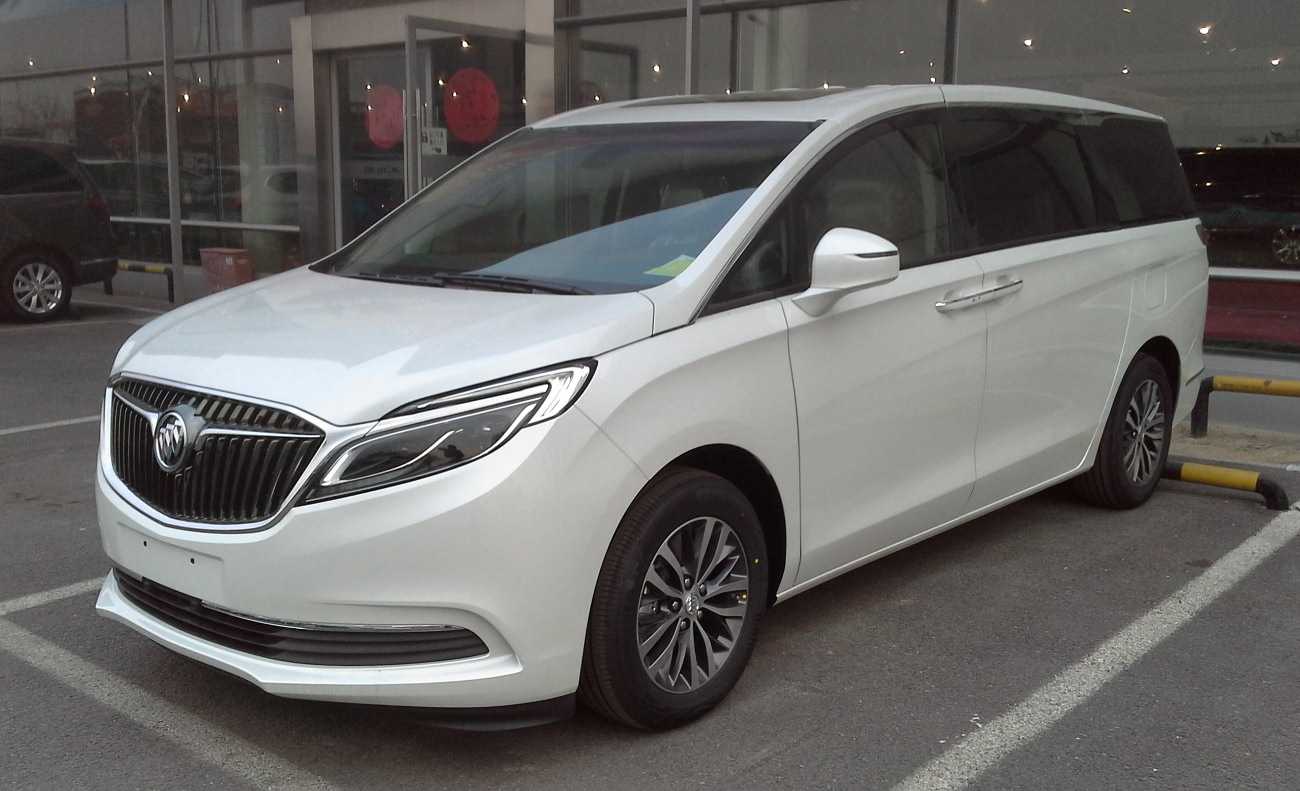
Buick GL8

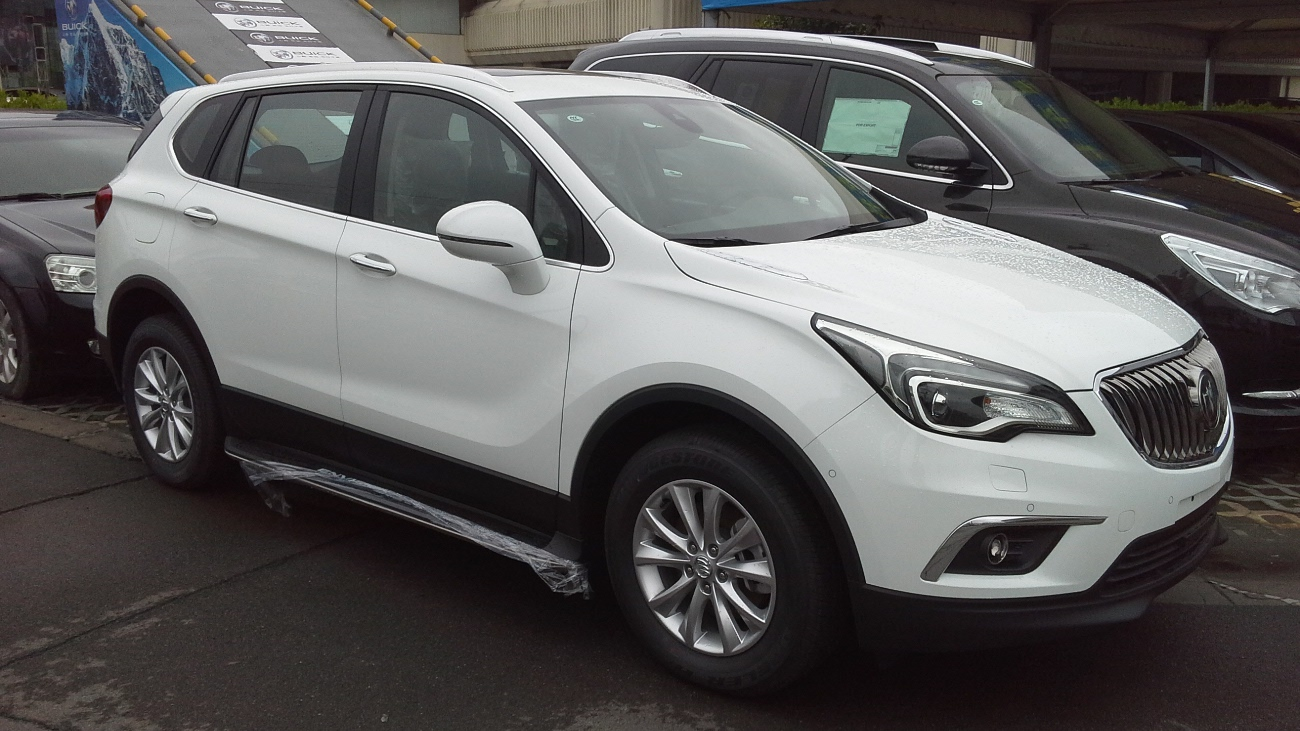
Buick Envision

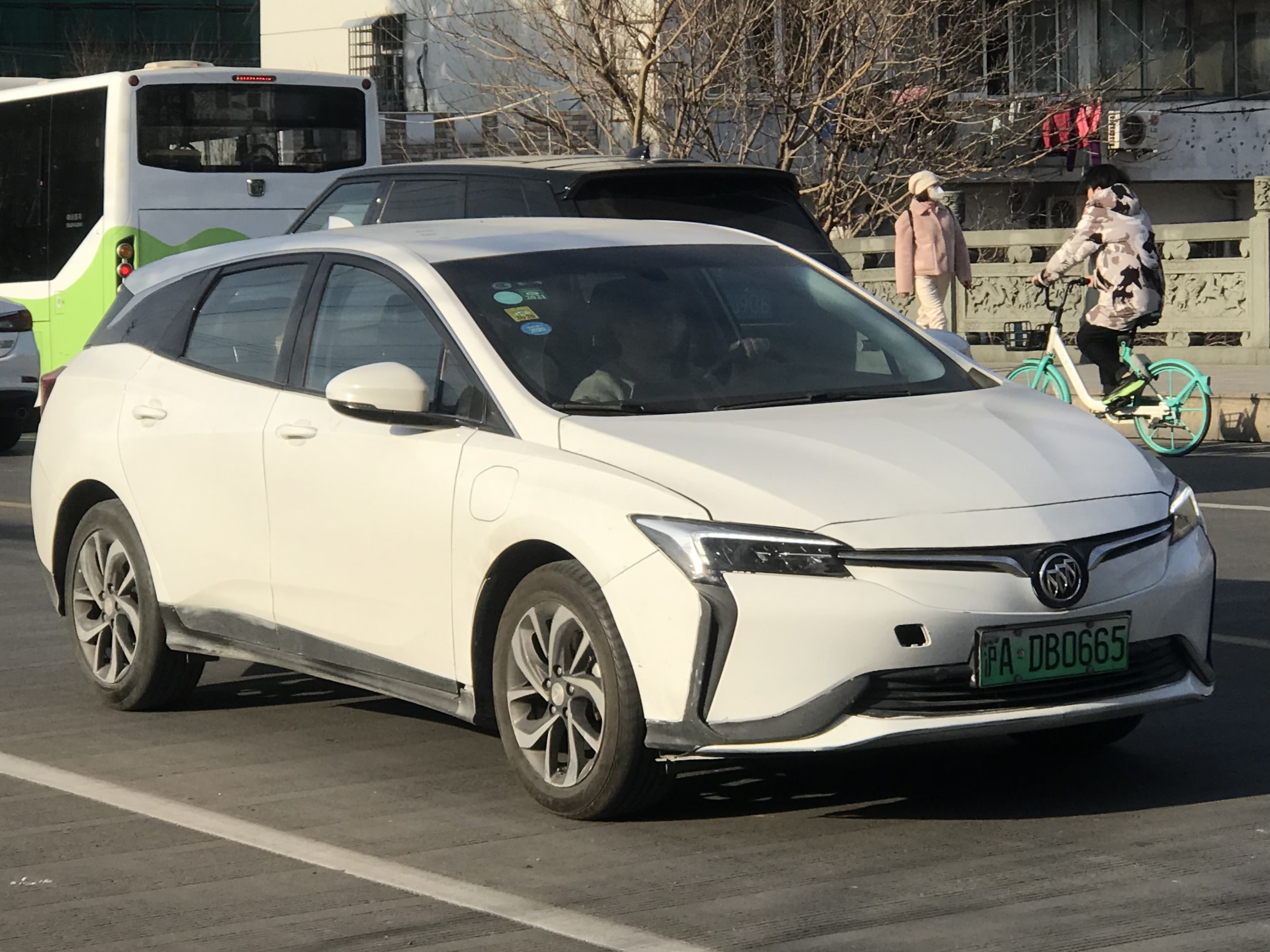
Buick Velite 6

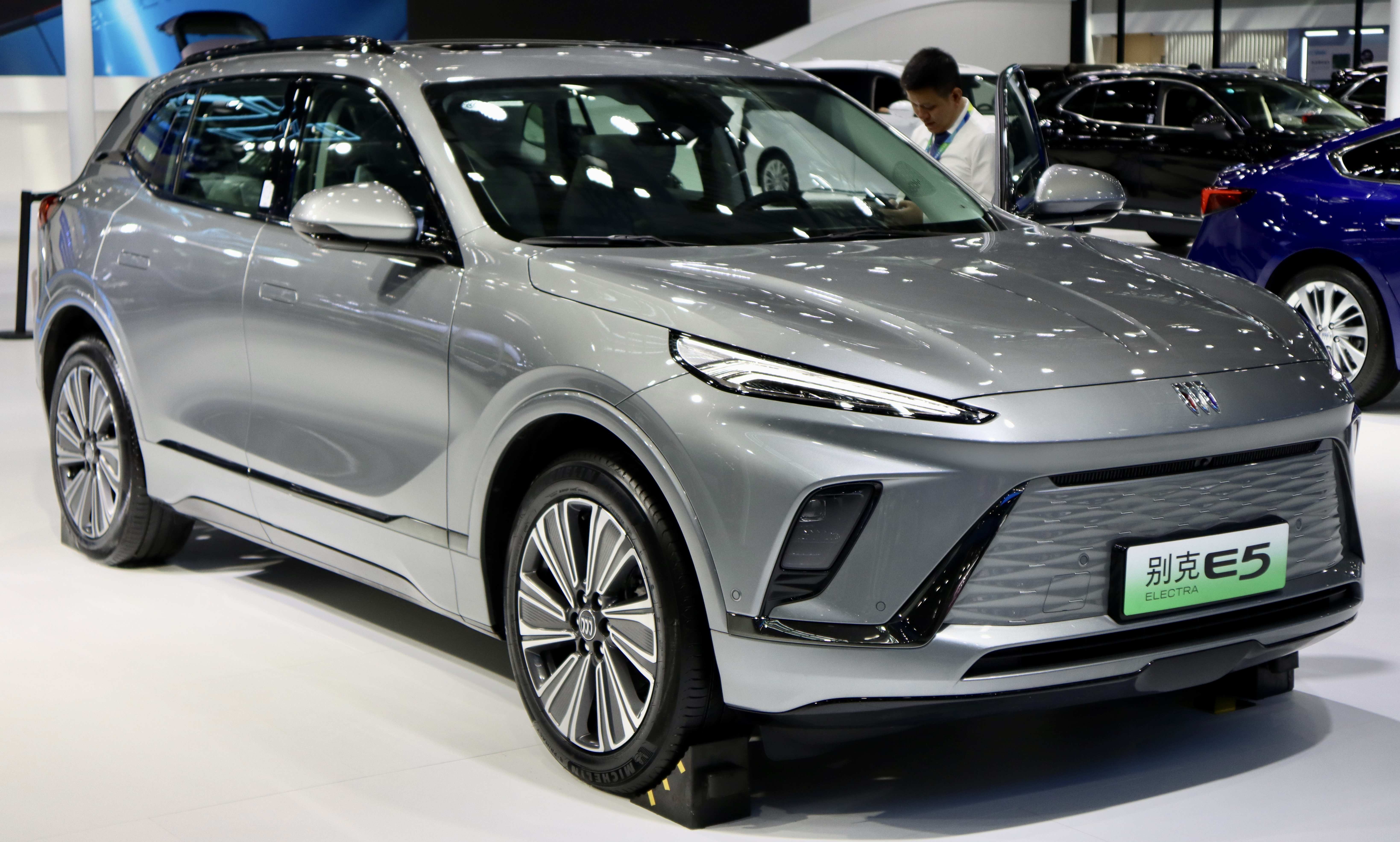
Buick Electra E5

W latach 90. Buick rozpoczął inwestować fundusze w rozwój i produkcję swoich modeli na rynku chińskim, gdzie w kolejnych latach samochody marki zdobyły dużą popularność. Jednym z pierwszych modeli Buicka wytwarzanych przez spółkę typu joint venture GM-Shanghai był model Century, którego produkcja ruszyła w 1999 roku.
Z czasem, ofertę zaczęły lokalnie uzupełniać konstrukcje nieoferowane w rodzimym USA, zapożyczane od innych marek General Motors, jak Opel czy Holden. W drugiej dekadzie XXI wieku, potencjał marki w Chinach okazał się tak duży, że producent rozpoczął konstruować samodzielne konstrukcje specjalnie z myślą o rynku chińskim - pierwszym takim modelem była druga generacja Buicka Excelle w 2014 roku.
Pozycja Buicka w Chinach w ciągu pierwszych dwóch dekad obecności urosła kilkukrotnie. W 1999 roku sprzedano 150 tysięcy samochodów, w 2006 roku popularność marki przerosła Stany Zjednoczone, a w 2015 roku po raz pierwszy roczna sprzedaż przekroczyła 1 milion sztuk. W 2016 roku już 80% światowej sprzedaży marki dotyczyła rynku Chin i Tajwanu.

### Obecnie produkowane

#### Samochody osobowe
- Verano Pro
- Regal
- LaCrosse

#### Samochody elektryczne
- Velite 6
- Electra E4
- Electra E5

#### SUV-y i crossovery
- Encore Plus
- Envista
- Envision S
- Envision Plus
- Enclave

#### Minivany
- GL8 Legacy
- GL8 ES
- GL8 Century

### Historyczne
- New Century (1998–2000)
- Sail (2000–2005)
- Sail S-RV (2000–2005)
- Royaum (2005–2006)
- Excelle HRV (2003–2008)
- Park Avenue (2007–2012)
- Excelle XT (2009–2015)
- Excelle (2003–2016)
- GL8 First Land (2010–2017)
- Verano Hatchback (2015–2019)
- Velite 5 (2017–2019)
- Excelle GX (2017–2020)
- Envision (2014–2021)
- Verano (2015–2021)
- GL8 Classic (2016–2022)
- Excelle GT (2009–2023)
- Encore (2012–2023)
- GL6 (2017–2023)
- Excelle (2018–2023)
- Encore GX (2019–2023)
- Velite 7 (2020–2023)

## Modele koncepcyjne

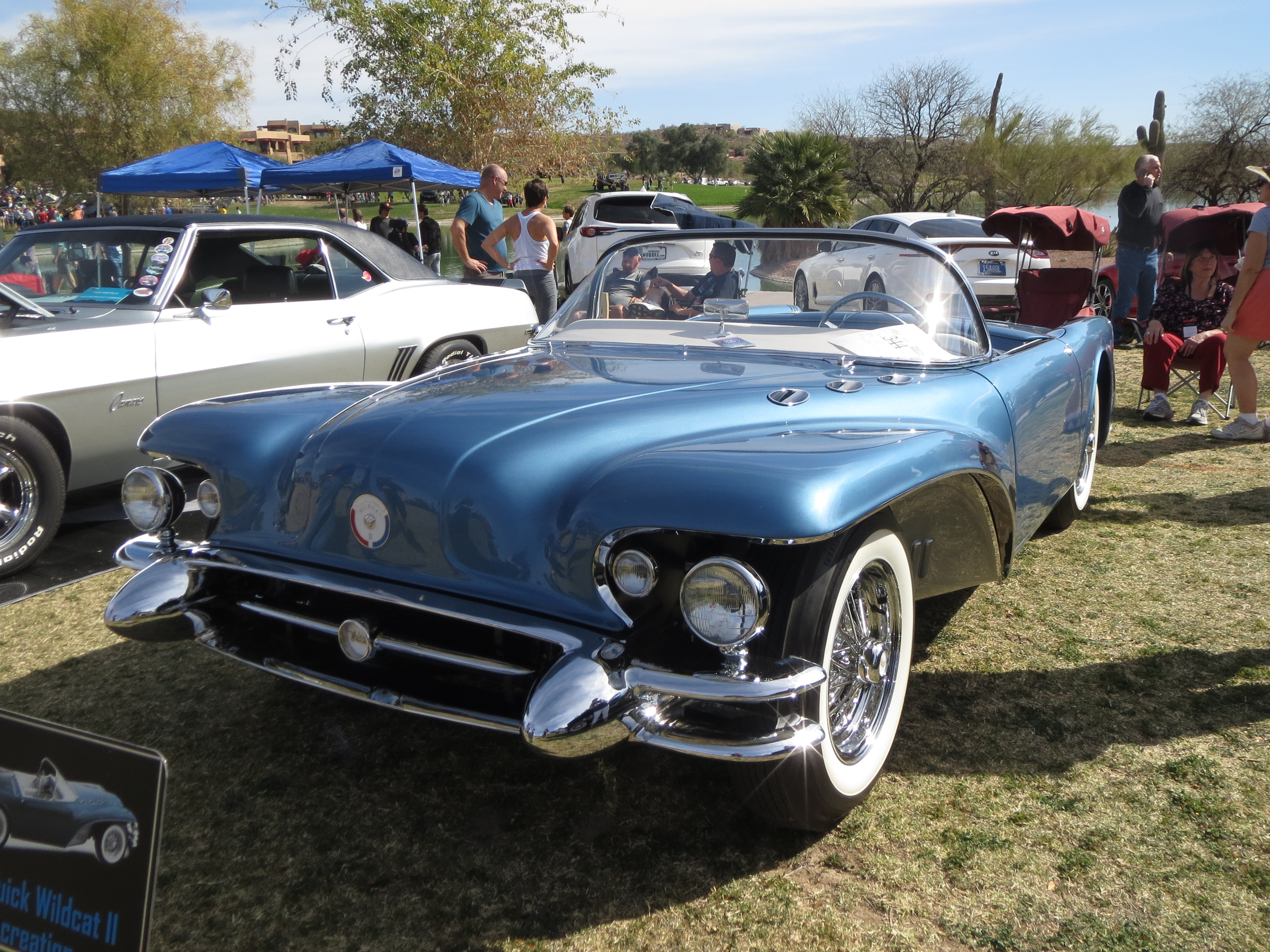
Buick Wildcat II (1954)

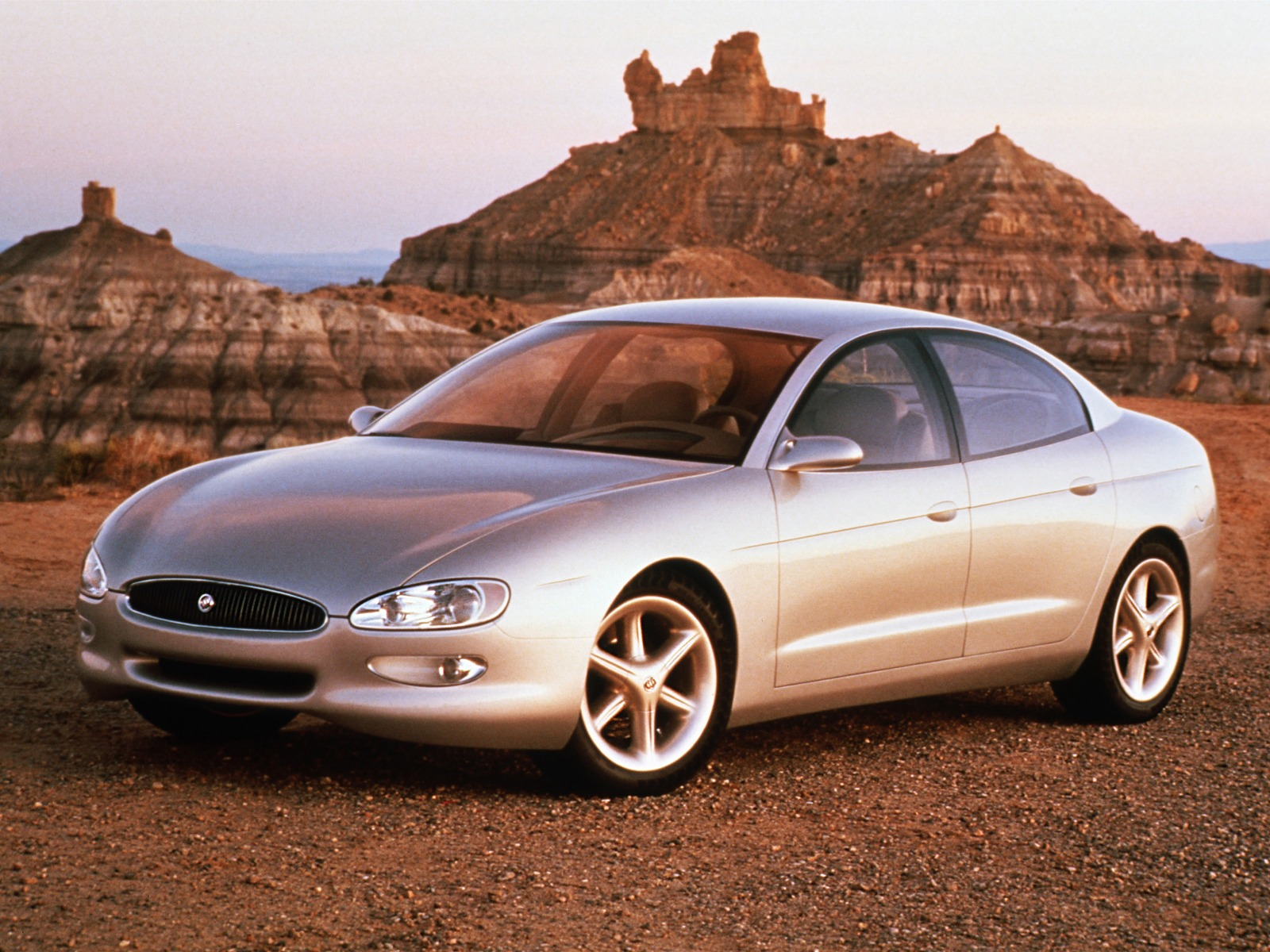
Buick XP-200 (1995)

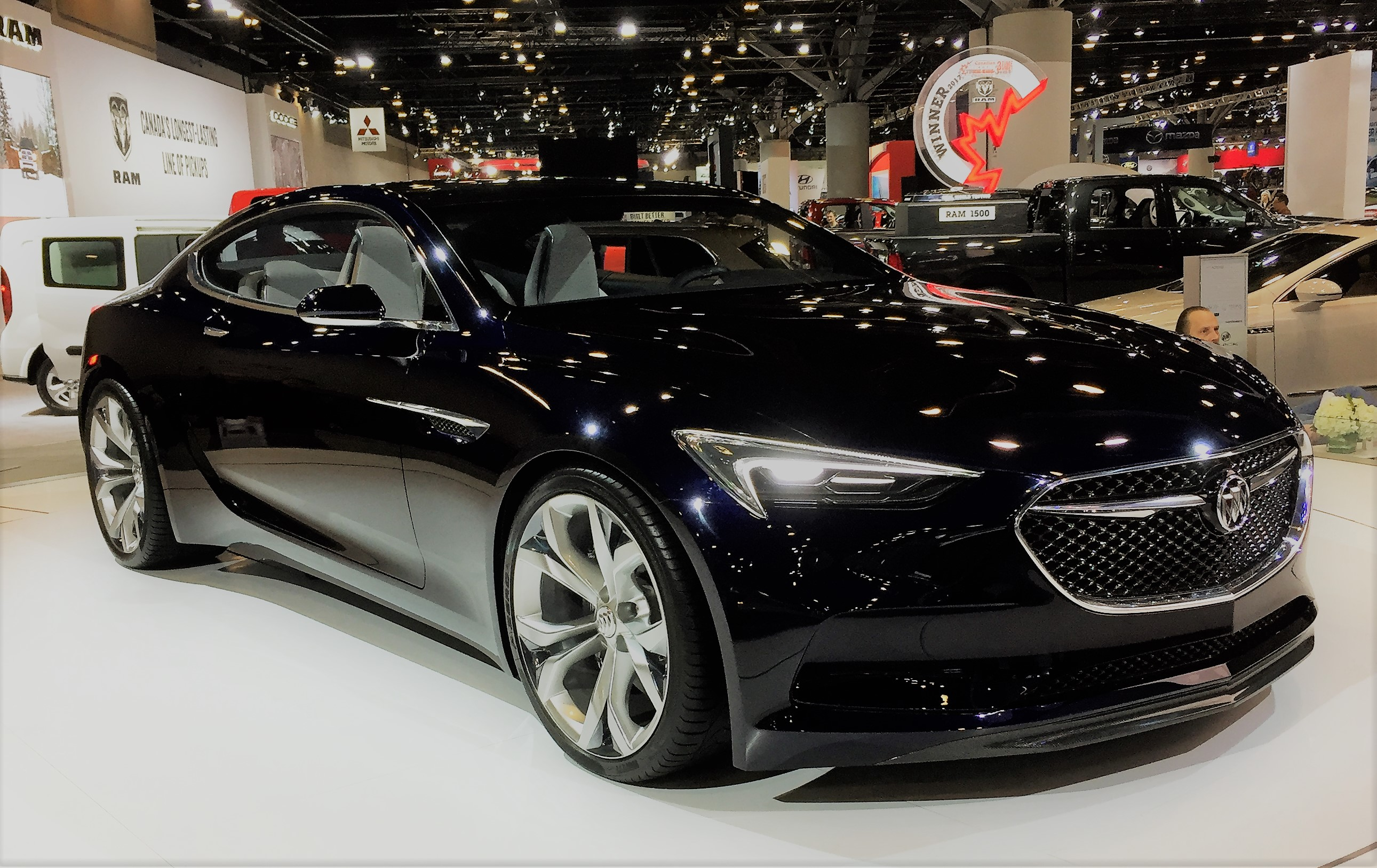
Buick Avista (2017)

- Buick Y-Job (1938)
- Buick XP-300 (1951)
- Buick Wildcat II (1954)
- Buick Centurion (1956)
- Buick Silver Arrow (1963)
- Buick Phantom (1977)
- Buick Park Avenue Essence (1989)
- Biick XP-200 (1995)
- Buick Signia (1998)
- Buick Cielo (1999)
- Buick LaCrosse (2000)
- Buick Velite (2004)
- Buick Riviera (2007)
- Buick Invicta (2008)
- Buick Business (2009)
- Buick Avant (2009)
- Buick Envision (2011)
- Buick Riviera (2013)
- Buick Avenir (2015)
- Buick Avista (2016)
- Buick Velite (2016)
- Buick Enspire (2018)
- Buick Electra Concept (2021)
- Buick GL8 Concept (2021)
- Buick Wildcat (2022)
- Buick Electra X (2022)
- Buick Electra L (2024)